# TG1
TG1 (celým názvem Telegiornale Uno) je zpravodajská relace vysílaná na programu Rai 1 už od roku 1952. Celosvětově se TG1 vysílá na Rai Italia.

## Historie
TG1 se poprvé vysílal už v roce 1952 pod názvem Telegiornale.  V roce 1970 se přejmenoval na TG1. Po reformě v roce 1975 se vysílaly tři vydání TG1, ve 13.30, 20.00 a noční vydání. S postupem let se počet a časy vydání rozšiřovaly. Další zlom nastal v roce 1992, kdy se TG1 přejmenoval na Telegiornale Uno, ovšem tento pokus trval do roku 1993, kdy se konal návrat ke starému jménu TG1.

## Politická orientace
TG1 jsou od začátku svého vysílání orientovány pravicově, konkrétně křesťanskodemokraticky dříve k Partito della Democrazia Cristiana, později k Lidu svobody Silvia Berlusconiho. Tvořil tak s GR2 určitou opozici k levicově orientovaným TG2 a GR1.

## Vysílací časy
Pondělí–Pátek
- 6.30 (10 min.)
- 7.00 (10 min.)
- 7.30 (5 min.) – TG1 Flash L.I.S.(ve znakovém jazyce)
- 8.00 (30 min.) – TG1 Mattina
- 9.00 (5 min.) – TG1 Flash
- 9.30 (5 min.) – TG1 Flash
- 11.00 (5 min.) – TG1 Flash(v létě se vysílá od 10.00)
- 13.30 (25 min.)
- 17.00 (10 min.)
- 19.56 (35 min.) – Telegiornale
- okolo 23.00 (1 min.) – TG1 60 secondi
- 0.30 (30 min.) – TG1 Notte (ve vydání i stručný přehled tisku)

Sobota–Neděle
- 7.00 (5 min.)
- 8.00 (20 min.) – TG1 Mattina
- 9.30 (5 min.) – TG1 Flash L.I.S.(ve znakovém jazyce)
- 13.30 (25 min.)
- 17.00(sobota, 10 min.), 16.30(neděle, 5 min.)
- 19.56 (35 min.)
- okolo 23.00 (1 min.) – TG1 60 secondi
- 0.30 (10 min.) – TG1 Notte

## Rubriky
TG1 má celou řadu rubrik o vědě, motorismu, lékařství a dalších oborech. Nejdůležitější z nich je TG1 Economia, která se vysílá od pondělí do pátku od 13.55 do 14.10.